# Raphionacme haeneliae
Raphionacme haeneliae là một loài thực vật có hoa trong họ La bố ma. Loài này được Venter & R.L.Verh. miêu tả khoa học đầu tiên năm 1996.